# Marko Trogrlić
Marko Trogrlić (Zadvarje, 19. svibnja 1972.), hrvatski povjesničar i svećenik.

## Životopis
Diplomirao je povijest, 1997. godine, na Filozofskom fakultetu Sveučilišta u Beču. Tamo je 2001. i doktorirao tezom „Ivan Skakoč (1752–1837): život i djelo”. Na Filozofskom fakultetu Družbe Isusove u Zagrebu je 1997. diplomirao kršćansku filozofiju te teologiju na Papinskom Sveučilištu Svetoga Križa u Rimu (2002.). U Rimu je apsolvirao i iz liturgijske teologije.
Od 2002. do 2006. radio je na Odsjeku za povijest Sveučilišta u Zadru, a zatim na Odsjeku za povijest Filozofskog fakulteta Sveučilišta u Splitu. Od 2014. godine redoviti je profesor. U razdoblju od 2009. do 2013. bio je dekan fakulteta. Bio je gostujući profesor na poslijediplomskom doktorskom studiju Europskog sveučilišta u Rimu od 2013. do 2016. godine.
Dobitnik je nagrade HAZU-a za područje društvenih znanosti (2019.) te skupne nagrade Grada Splita (2019.). Od 2022. godine dopisni je član Austrijske akademije znanosti.
Za đakona je zaređen u Zagrebu, 30. lipnja 2018. godine. Dana 5. siječnja 2019. zaređen je za svećenika Vojnog ordinarijata Republike Hrvatske.

## Djela
Autor:
- „Ivan Skakoč (1752–1837): život i djelo” (2013.)
- „Dostojan vojnik Jelačića bana: autobiografski zapisi dalmatinskog namjesnika Gabrijela Rodića” (Split, 2017.)

Suautor:
- „Iz korespondencije Josipa Franka s Bečom: 1907. – 1910.” (Zagreb–Split, 2014.)
- „Dalmacija i Istra u 19. stoljeću” (Zagreb, 2015.)
- „Dalmacija – neizbrušeni dijamant: habsburška pokrajina Dalmacija u opisu namjesnika Lilienberga” (Zagreb–Split, 2015.)

Urednik:
- „Političke bilješke Ante Trumbića: 1930. – 1938.” (I–II, Zagreb–Split, 2019.)

### Mrežna sjedišta
- Svećeničko ređenje don Marka Trogrlića. www.studenci.hr. Pristupljeno 9. lipnja 2023.
- Trogrlić, Marko. www.enciklopedija.hr. Pristupljeno 9. lipnja 2023.